# VS AMBIVALENZ
『VS AMBIVALENZ』（バーサスアンビバレンツ）は、Nizista,inc.による二者択一のアイドルオーディションプロジェクト。公式通称「ビバレン」。
シリーズ構成は関根アユミ。キャラクターデザインは風李たゆ。
2022年11月12日、デビューメンバー、グループ名が決定。
2023年4月21日、XlamV正式デビュー。

## 概要

### ストーリー
――君か、僕か。
時は2021年。伝説の芸能事務所『REISEN（ライゼン）プロダクション』が7人のアイドルグループ結成のため、オーディション『VS AMBIVALENZ（バーサスアンビバレンツ）』を開催。
総勢13万人を超える志願者の中から選ばれたのは、14人の候補生たち。最終オーディションは"二者択一"。
1年間の共同生活を通じ、同じ担当カラーを託されたふたりが競い、ライバルより1票でも多くの支持を集めた者にのみ、デビューへの道がひらかれる。
「光りさすその場所に――必ず立ってみせる！」
アイドルという光を求め、無限の可能性を追求していく14人のアイドル候補生の物語が今、始まる。

## 登場人物
プロフィールは公式サイト出典

### XlamV
SUBARU（スバル）　担当：赤
声 - 土田玲央
年齢：16歳 / 身長：170cm / 誕生日：8月31日 / 血液型：A / 趣味：天体観測 / 好きなもの：コツコツ頑張ること・達成感・ミートソースパスタ・ツナ / 嫌いなもの：途中で投げ出すこと・無責任なこと・シソ
ISSEI（イッセイ）　担当：青
声 - 河西健吾
年齢：19歳 / 身長：178cm / 誕生日：2月11日 / 血液型：B / 趣味：落語鑑賞 / 好きなもの：特になし・強いて言えば二度寝・話のオチ・小豆・根菜・ちらし寿司他 / 嫌いなもの：特になし（独自調査によると、かいわれ大根）
JINTARO（じんたろう）　担当：緑
声 - 小林千晃
年齢：18歳 / 身長：173cm / 誕生日：4月25日 / 血液型：O / 趣味：朝のランニング！ / 好きなもの：近所のばあちゃんが作った煮物！ ジーニアスムービーSHOW！・唐揚げ！・卵かけご飯！ / 嫌いなもの：おばけ一択！
NAGOMU（なごむ）　担当：黄色
声 - 浅沼晋太郎
年齢：17歳 / 身長：183cm / 誕生日：1月27日 / 血液型：A / 趣味：ダンス / 好きなもの：歌やダンスのレッスン・トマト・春巻き / 嫌いなもの：プレッシャー・セロリ
39YEAH↗（さくや）　担当：紫
声 - 古川慎
年齢：20歳 / 身長：180cm / 誕生日：10月8日 / 血液型：A / 趣味：ドライブ・カフェ巡り / 好きなもの：人に好かれること・しょうが焼きetc…… / 嫌いなもの：使った物を元の場所に戻さないこと・床に落ちているおもちゃのブロック
AUGURI（アグリ）　担当：ピンク
声 - 村瀬歩
年齢：14歳 / 身長：163cm / 誕生日：12月25日 / 血液型：O / 趣味：いろいろ / 好きなもの：なんでも好き・特にすきなのはさくらんぼ / 嫌いなもの：ししゃも
LION（レオン）　担当：白
声 - 畠中祐
年齢：19歳 / 身長：186cm / 誕生日：9月19日 / 血液型：AB / 趣味：エンタメ鑑賞・体作り・ライブ / 好きなもの：完璧なもの・タンパク質・シナモン / 嫌いなもの：言い訳・皮

### REISENプロダクション・アイドル養成所
春野 たいよう（TAIYO）
声 - 土田玲央
年齢：18歳 / 身長：179cm / 誕生日：7月26日 / 血液型：O / 趣味：特になし / 好きなもの：唐揚げ・焼き肉 / 嫌いなもの：酸っぱいもの
オーディション中の担当カラーは赤。
空 みお（MIO）
声 - 河西健吾
年齢：17歳 / 身長：175cm / 誕生日：3月10日 / 血液型：A / 趣味：早口言葉 / 好きなもの：頼りにされる / 嫌いなもの：空気を読む（嫌いというより苦手）
オーディション中の担当カラーは青。
葉月 シオン（CION）※TWO所属
声 - 小林千晃
年齢：16歳 / 身長：178cm / 誕生日：11月23日 / 血液型：AB / 趣味：読書 / 好きなもの：コーヒーをいれる時間 / 嫌いなもの：他人に迷惑をかけること・無駄なこと
オーディション中の担当カラーは緑。
クック・ラム（CUC）
声 - 浅沼晋太郎
年齢：16歳 / 身長：169cm / 誕生日：12月3日 / 血液型：AB / 趣味：翻訳中 / 好きなもの：翻訳中 / 嫌いなもの：翻訳中
オーディション中の担当カラーは黄色。
稀菫 レイ（REY）
声 - 古川慎
年齢：20歳 / 身長：181cm / 誕生日：4月14日 / 血液型：B / 趣味：鏡の中の自分との対話 / 好きなもの：麗しい自分の顔 / 嫌いなもの：肌荒れ・森屋（執事）の褒め言葉
オーディション中の担当カラーは紫。
有栖川 ふたば（FUTABA）
声 - 村瀬歩
年齢：17歳 / 身長：172cm / 誕生日：6月18日 / 血液型：AB / 趣味：アイドル / 好きなもの：歴代全てのアイドル / 嫌いなもの：カロリー・持久走
オーディション中の担当カラーはピンク。
菊龍 かず（KAZU）
声 - 畠中祐
年齢：15歳 / 身長：170cm / 誕生日：5月22日 / 血液型：B / 趣味：ダンス / 好きなもの：なごむ兄さん / 嫌いなもの：嘘
オーディション中の担当カラーは白。

### REISENプロダクション関係者
稲元 雷星
声 - 安元洋貴
年齢：不明 / 身長：182cm / 誕生日：不明 / 血液型：不明 / 趣味：人間観察 / 好きなもの：切磋琢磨 / 嫌いなもの：大器小用
東雲
声 - 堀江瞬

### その他
グエン
声 - 島﨑信長
ドキュメンタリードラマ第8・9話に登場（回想シーン）。クックの親友。
空 のあ
声 - 名塚佳織
ドキュメンタリードラマ第16～18話に登場。みおの妹。
ベンジャミン・カムイ
声 - 小西克幸
ドキュメンタリードラマ第16・18話に登場。世界的に有名な舞台演出家。
チトセ
声 - 千葉翔也
ドキュメンタリードラマ第23・24話に登場。たいようの学生時代の友人。
森屋
声 - 小林裕介
フラグメンツドラマ第2・4話に登場。稀菫家の執事。
丁嵐
声 - 浪川大輔
フラグメンツドラマ第5・7話に登場。

## ディスコグラフィ
公式サイトを参照

### VS AMBIVALENZ

#### ミニアルバム
|            | 発売日         | タイトル           | 規格品番  | 規格品番  |
| 初回限定盤 | 発売日         | タイトル           | 通常盤    |           |
| ---------- | -------------- | ------------------ | --------- | --------- |
| 1st        | 2021年12月22日 | Go My Own Way      | VSAM-2002 | VSAM-2001 |
| 2nd        | 2022年3月30日  | PreOrder           | VSAM-2004 | VSAM-2003 |
| 3rd        | 2022年6月29日  | -VSA Musical-      | VSAM-2006 | VSAM-2005 |
| 4th        | 2022年10月15日 | -Still On Journey- | VSAM-2008 | VSAM-2007 |

### XlamV

#### EP
|            | 発売日        | タイトル | 規格品番 | 規格品番 |
| 初回限定盤 | 発売日        | タイトル | 通常盤   |          |
| ---------- | ------------- | -------- | -------- | -------- |
| 1st        | 2023年7月14日 | climb    | RSR-0001 | RSR-0002 |

### YouTube ドラマ

#### ドキュメンタリードラマ
|        | タイトル                       | 公開日         | カバーアート   |
| ------ | ------------------------------ | -------------- | -------------- |
| 第0話  | 最後の砦                       | 2021年9月29日  |                |
| 第1話  | 暁のKollision 前・中・後編     | 2021年10月13日 | TAIYO、SUBARU  |
| 第2話  | 暁のKollision 前・中・後編     | 2021年10月20日 | TAIYO、SUBARU  |
| 第3話  | 暁のKollision 前・中・後編     | 2021年10月27日 | TAIYO、SUBARU  |
| 第4話  | 芽吹きのErnsthaft 前・中・後編 | 2021年11月3日  | JINTARO、CION  |
| 第5話  | 芽吹きのErnsthaft 前・中・後編 | 2021年11月10日 | JINTARO、CION  |
| 第6話  | 芽吹きのErnsthaft 前・中・後編 | 2021年11月17日 | JINTARO、CION  |
| 第7話  | 黄昏のMotivation 前・中・後編  | 2022年1月12日  | NAGOMU、CUC    |
| 第8話  | 黄昏のMotivation 前・中・後編  | 2022年1月19日  | NAGOMU、CUC    |
| 第9話  | 黄昏のMotivation 前・中・後編  | 2022年1月26日  | NAGOMU、CUC    |
| 第10話 | 花踊るWidmung 前・中・後編     | 2022年2月2日   | 39YEAH↗、REY   |
| 第11話 | 花踊るWidmung 前・中・後編     | 2022年2月9日   | 39YEAH↗、REY   |
| 第12話 | 花踊るWidmung 前・中・後編     | 2022年2月16日  | 39YEAH↗、REY   |
| 第13話 | 静寂のEmotion 前・中・後編     | 2022年4月6日   | ISSEI、MIO     |
| 第14話 | 静寂のEmotion 前・中・後編     | 2022年4月13日  | ISSEI、MIO     |
| 第15話 | 静寂のEmotion 前・中・後編     | 2022年4月20日  | ISSEI、MIO     |
| 第16話 | 無垢なるSehnsucht 前・中・後編 | 2022年5月11日  | LION、KAZU     |
| 第17話 | 無垢なるSehnsucht 前・中・後編 | 2022年5月18日  | LION、KAZU     |
| 第18話 | 無垢なるSehnsucht 前・中・後編 | 2022年5月25日  | LION、KAZU     |
| 第19話 | ときはのGefallen 前・中・後編  | 2022年7月20日  | AUGURI、FUTABA |
| 第20話 | ときはのGefallen 前・中・後編  | 2022年7月27日  | AUGURI、FUTABA |
| 第21話 | ときはのGefallen 前・中・後編  | 2022年8月3日   | AUGURI、FUTABA |
| 第22話 | 暁のHarmonie 前・中・後編      | 2022年8月17日  | TAIYO、SUBARU  |
| 第23話 | 暁のHarmonie 前・中・後編      | 2022年8月24日  | TAIYO、SUBARU  |
| 第24話 | 暁のHarmonie 前・中・後編      | 2022年8月31日  | TAIYO、SUBARU  |
| 第25話 | はじまりの砦                   | 2022年11月30日 |                |

#### フラグメンツドラマ
|       | 公開日        | カバーアート |
| ----- | ------------- | ------------ |
| 第1話 | 2023年5月3日  | SUBARU       |
| 第2話 | 2023年5月10日 | ISSEI        |
| 第3話 | 2023年5月17日 | JINTARO      |
| 第4話 | 2023年5月24日 | NAGOMU       |
| 第5話 | 2023年6月28日 | 39YEAH↗      |
| 第6話 | 2023年7月5日  | AUGURI       |
| 第7話 | 2023年7月12日 | LION         |